# Chloe Csengery
Chloe Csengery (Houston, 7 juli 2000) is een Amerikaanse actrice.

## Biografie
Csengery werd geboren en groeide op in Houston als jongste in een gezin van twee kinderen.
Csengery begon in 2010 als jeugdactrice met acteren in de film Point of Death, waarna zij nog meerdere rollen speelde in films en televisieseries. Van 2011 tot en met 2015 vertolkte Csengery de rol van jonge Katie in de films Paranormal Activity 4, Paranormal Activity: The Marked Ones en Paranormal Activity: The Ghost Dimension.

## Filmografie

### Film
Uitgezonderd korte films.
- 2010 Point of Death - als Kelly
- 2011 Paranormal Activity 3 - als jonge Katie
- 2014 Paranormal Activity: The Marked Ones - als jonge Katie
- 2015 Paranormal Activity: The Ghost Dimension - als jonge Katie
- 2019 Fighting with My Family - als Ally

### Televisie
Uitgezonderd eenmalige gastrollen.
- 2011 Up All Night - als McKenna - 3 afl.
- 2015-2016 Modern Family - als Maisie - 2 afl.
- 2018 Chicago Med - als Laura - 2 afl.

- Biblioteca Nacional de España: XX5248268
- Bibliothèque nationale de France: cb16583591r (data)
- International Standard Name Identifier: 0000 0003 6735 8499
- Library of Congress Control Number: n2018048692
- Virtual International Authority File: 232588512
- WorldCat: E39PBJkhKFQ7BPDHBg4GVHMHG3